# كارلا أبيلانا
كارلا أنجيلين رييس أبيلانا (من مواليد 12 يونيو 1986) ممثلة فلبينية وعارضة ازياء لعبت الدور الرئيسي في مسلسل الفلبيني روزاليندا في عام 2009. وهي معروفة أيضًا بدورها في باساهانج جينتو في عام 2009 ، إذا غادرت الجنة في عام 2011 ، معا مرة أخرى في عام 2012 ، مسلسل حبيب زوجي في عام 2013 ، ومسلسل قدري في عام 2014 ، بسببك في عام 2015 ، مولوين ورافينا ومسلسل أنا قلب دافاو في عام 2017 ، ودورها الأول في فاميليا روكس في عام 2018.

## نشأتها
ولدت في 12 يونيو 1986 ، في مانيلا، الفلبين. أبيلانا هي ابنة الممثل ري «بي جيه» أبيلانا وراي رييس. جدتها هي الممثلة المخضرمة، ديليا رازون، التي ولدت لأب ألماني وأم فلبينية إسبانية. تخرجت مع مرتبة الشرف من جامعة دي لا سال مع درجة البكالوريوس في الآداب في علم النفس.

## حياتها الشخصية
وهي حاليا في علاقة طويلة مع توم رودريغيز.

## روابط خارجية
- كارلا أبيلانا على موقع IMDb (الإنجليزية)
- كارلا أبيلانا على موقع قاعدة بيانات الفيلم (الإنجليزية)